# Nepokoje v Kazachstánu 2022
Nepokoje v Kazachstánu vypukly 2. ledna 2022 po náhlém prudkém zvýšení cen plynu, které bylo podle kazachstánské vlády způsobeno strmě rostoucí poptávkou a cenovými dohodami mezi dodavateli. Protesty začaly na západě země v Žanaozenu (Жаңаөзен) a rychle se přelily do dalších měst, včetně největšího Almaty. Demonstranti v násilných protestech vyjadřovali nespokojenost s vládou a s bývalým prezidentem Nursultanem Nazarbajevem. Prezident Kasym-Žomart Tokajev v reakci na to vyhlásil výjimečný stav v Mangystauské oblasti a v Almaty s účinností od 5. ledna. Téhož dne odstoupila vláda Askara Mamina. Na nepokoje též reagovala Organizace Smlouvy o kolektivní bezpečnosti, která sdružuje Arménii, Bělorusko, Kyrgyzstán, Rusko, Tádžikistán i Kazachstán a odsouhlasila nasazení mírových jednotek v Kazachstánu.

## Sled událostí

### 2. leden
Občané Žanaozenu časně ráno 2. ledna zablokovali ulice na protest proti zvýšení cen zemního plynu. Demonstranti vyzvali akima Mangystauské oblasti Nurlana Nogajeva a akima města Maksata Ibagarova, aby přijali opatření ke stabilizaci cen a předešli nedostatku paliva. S občany se setkal pověřený akim Žanaozenu Galym Bajžanov, který davu protestujících doporučil, aby napsali městské správě a připomněli, že jejich stížnosti byly dosud ignorovány.

### 15. leden
Úřad generálního prokurátora oznámil, že do márnic byla odvezena těla 225 zabitých v souvislosti s nepokoji, včetně 19 členů bezpečnostních sil. Do Ruska se z Kazachstánu vrátilo více než deset letadel s ruskými vojáky.

## Reakce
- Česko: Ministerstvo zahraničních věcí vyzvalo všechny strany k ukončení násilí a respektování lidských práv.[12]
- v Čína označila protesty za „vnitřní záležitost země.“[13][9]
- Maďarsko: Maďarský premiér Viktor Orbán vyjádřil kazachstánskému prezidentovi solidaritu a nabídl mu pomoc.[14][15]
- Spojené království: Britská ministryně zahraničních věcí Liz Trussová odsoudila „násilné činy a ničení majetku v Almaty.“[9]